# Белопоясничная танагра
Белопоясничная танагра (лат. Cypsnagra hirundinacea) — вид птиц из семейства танагровых. Птицы обитают в засушливых саваннах и субтропических и тропических (низменных) засушливых кустарниковых зарослях, на высоте 0—1000 метров над уровнем моря. Длина тела около 16,5 см, масса около 27 грамм.
Выделяют два подвида:
- Cypsnagra hirundinacea pallidigula — в северо-восточной Боливии (западный Бени)) и центральной и восточной Бразилии — от муниципалитета Умайта, в микрорегионе Мадейра, восточнее до юго-восточного Пара, северного Мараньяна, северного Сеара и западного Параиба, и южнее до северного Мату-Гросу, северного Гояса и Баия; обособленные популяции встречаются на юге Суринама, юге Французской Гвианы и юге центрального Амапа;
- Cypsnagra hirundinacea hirundinacea — в восточной Боливии, в Лагуна-Бланка (восток центрального Парагвая) и в южной Бразилии — от южного Мату-Гросу на восток до южного Гояс и южного Баия,на юг до Сан-Паулу.